# Ingeris gård
Ingeris gård (finska: Inkereen kartano) är en gammal kungsgård i S:t Bertils i Salo i det finländska landskapet Egentliga Finland. Gårdens nuvarande huvudbyggnad färdigställdes år 1800, men fasaden är från 1894. Ingeris gård ägs privat och ett lantbruksföretag drivs på gården.

## Historia
Ingeris gårds historia sträcker sig tillbaka till medeltiden. Förutom namnet Ingeris har gården även kallats Katrineberg och Ingröby. Flera adelsätter, så som ätterna Horn, Börtzell, och Carpelan, har innehaft Ingeris gård.
Ingeris mejeriskola var verksam på Ingeris gård under ledning av Ernst Börtzell. Börtzell, som var född i Sverige, köpte gården från släkten Bonsdorff år 1872. Börtzell hade arbetat på Åminne gård i Halikko som förvaltare i fyra år. Från Halikko flyttade Börtzell till S:t Bertils. Han var med om att grunda mejeriverksamhet på Ingeris gård. Börtzell ägde gården fram till 1882.
Efter andra världskriget var Ingeris gård i diplomekonom Åke Jensens ägo.

## Ägarna
Lista över Ingeris gårds ägarna:
| Ägare                                | Titeln             | Åren      | Anmärknignar                         |
| ------------------------------------ | ------------------ | --------- | ------------------------------------ |
| Peder Henriksson av Stenbölesläkten  |                    | 1480      | oklar                                |
| Anders Claesson Westgöthe            | häradshövding      | 1532–1535 |                                      |
| Henrik Claesson Horn                 | riksråd            | 1535-     |                                      |
| Claes Kristersson Horn af Åminne     | friherre, amiral   | 1553–1556 |                                      |
| Simon Thomasson (Borstbölesläkten)   | Pargas kronofogde  | 1559-     |                                      |
| Henrik Simonsson (Karunasläkten)     | domare             | 1564      | pantade gården mellan 12.9.1570–1570 |
| Kungliga majestäts arv och eget      |                    | 1571      | Gustavianska arvegodsen              |
| Carl Henricsson Horn                 | marskalk           | 1575–1601 |                                      |
| Henric Carlsson Horn                 | riksråd            | -1618     |                                      |
| Claes Carlsson Horn                  | riksråd            | 1618–1632 |                                      |
| Ebba Mauritzdotter Lewenhaupt        |                    | 1632-1654 | änka efter Claes Horn                |
| Henrik Henriksson Horn af Marienborg | riksråd och amiral |           |                                      |
| Gustaf Henriksson Horn af Marienborg | amirallöjtnant     | 1679–1683 |                                      |
| Conrad Carlsson von Bildsten         |                    | 1690–1695 |                                      |
| ? Hunnij                             |                    | 1696-1697 | inget förnamn i källorna             |
| Kyrkoherden i Uskela                 |                    | 1698-1706 |                                      |
| Christer Simonsson                   |                    | 1709-1710 |                                      |
| Matts Christersson                   |                    | 1713      |                                      |
| Eric Ericsson Licin                  |                    | 1723-1724 |                                      |
| Daniel Hellström                     |                    | 1725-1738 |                                      |
| Wilhelm Baltzarsson Ehrenstolpe      |                    | 1739–1741 | ägarens förnamn är osäkert           |
| ? Rungen                             |                    | 1742      | inget förnamn i källorna             |
| Rungens arvingar                     |                    | 1743-1751 |                                      |
| Henrik Wilhelm Hufvudsköld           |                    | 1752–1757 |                                      |
| Catarina Elisabet Paulin             |                    | 1758      | änka efter Hufvudsköld               |
| Anders Andersson Baer                |                    | 1759-1764 |                                      |
| Carl Johan Hastfer                   |                    | 1765–1771 |                                      |
| Carl Fredric Toll                    |                    | 1773-1775 |                                      |
| Magnus Vilhelm Gripenberg            |                    | 1776–1779 |                                      |
| Nils Paqvalin                        |                    | 1780-1781 |                                      |
| Henrietta Christina Greiff           |                    | 1782-1786 |                                      |
| Henric Henricsson Ullner             |                    | 1787-1790 |                                      |
| Johan Collin                         |                    | 1791      |                                      |
| Johan Magnus Gottskalk               |                    | 1792-1799 |                                      |
| Abraham Hedström                     |                    | 1800-1820 |                                      |
| Susanna Johansdotter Pettersson      |                    | 1821-1829 | änka efter Hedström                  |
| Eric Johnsson                        |                    | 1830-1831 |                                      |
| Magnus Leonard Alftan                |                    | 1831-1859 |                                      |
| Carolina Sofia Adolfina Paulin       |                    | 1860-1868 | änka efter Alftan                    |
| Evert Julius Bonsdorff               |                    | 1868-1872 |                                      |
| Ernst Vilhelm August Börtzell        |                    | 1872–1882 |                                      |
| Nils Gustaf Hammarén                 |                    | 1882-1889 |                                      |
| Gustaf Valfrid Hammarén              |                    | 1889-1891 |                                      |
| Hans Peder Jensen                    |                    | 1891-1931 |                                      |
| Jensens arvingar                     |                    | 1931-     |                                      |